# Téléfoot
Pour les articles homonymes, voir Téléfoot (homonymie).
Téléfoot est une émission de télévision sportive française créée en 1977 par Pierre Cangioni et diffusée sur TF1 chaque dimanche matin à 11 h et présentée par Grégoire Margotton avec Frédéric Calenge, Bixente Lizarazu, Marine Marck et Thomas Mekhiche.
Téléfoot est l'une des émissions télévisées ayant les plus grandes longévités du Paysage audiovisuel français, après Le Jour du Seigneur, Présence protestante, Source de vie, Judaïca, À l'origine, Orthodoxie, Chrétiens orientaux, À Bible ouverte, Des chiffres et des lettres, Automoto, Thalassa et Stade 2.

## Histoire
En 1977, Pierre Cangioni et Christian Quidet, alors vice-président de l'Eurovision, ont l'idée de créer une émission consacrée exclusivement au football. Après avoir exposé leur idée aux différents dirigeants de TF1, les deux hommes rencontrent Jean Sadoul, président de la Ligue nationale de football avec lequel ils trouvent un accord. TF1 doit donner 700 000 francs pour une émission d'une heure les soirs de championnat. Cette annonce agace plusieurs personnalités et présidents du football français, dont Guy Roux, qui pensent que l'émission va vider les stades puisqu'elle aura lieu le vendredi et samedi soir juste après les matchs. Au programme de l'émission : résumé de deux matchs en dix minutes, portraits de joueurs, le journal du football et les buts venus d'ailleurs. Pierre Cangioni propose comme titre « Télé Foot 1 » pour garder les mêmes initiales de la chaîne. La première diffusion a lieu le 16 septembre 1977 vers 23 heures, en plus des deux matchs en dix minutes, des buts venus d'ailleurs et du journal du football, la production diffuse des dessins animés sur le football et des sujets sur la médecine de ce sport.
En 1978, à la suite des résultats très satisfaisants enregistrés par Téléfoot, TF1 renouvelle le contrat avec la Ligue pour 14 mois contre 1,5 million de francs. En 1979, Antenne 2 fait de la concurrence et propose une offre de 5 millions de francs, mais TF1 renouvelle le contrat avec la Ligue pour trois saisons (jusqu'en 1983) contre 3 millions de francs en moyenne par an. Le principe de la publicité sur les maillots est maintenant totalement admis par les téléspectateurs et les responsables de chaînes. En 1981, l'émission est déplacée au dimanche de 12 à 13 h afin d'attirer un public plus large et offrir davantage d'images de matches. Le créneau du samedi soir contraignait en effet les journalistes à monter le résumé d'une rencontre en une heure environ, ce qui impliquait des moyens lourds (cars-régie, etc.) disponibles en quantité limitée et restreignait la diffusion à deux ou trois matches par émission. En décembre 1981, Pierre Cangioni se voit retirer la présentation de l'émission quatre années après l'avoir créée. Il est remplacé par Michel Denisot qui fait partie du service des sports de TF1.
En 1984, Thierry Roland, nouveau journaliste de TF1 en provenance d'Antenne 2 avec Jean-Michel Larqué, devient le présentateur de l'émission. Il conserve ce poste jusqu'en 2002. Christian Jeanpierre lui succède durant l'été de la même année.
Le 9 janvier 2005, Thierry Gilardi devient le nouvel animateur de Téléfoot. Le 30 mars 2007, la LFP donne les droits du magazine dominical à France 2 qui diffuse France 2 Foot à partir de l'été 2007. TF1 continue l'émission, désormais consacrée au football étranger, aux rencontres internationales, et aux compétitions européennes. Pour la rentrée 2007 de la saison de football 2007-2008 et à l'occasion des 30 ans de diffusion de l'émission, TF1 met en place un nouveau décor et un nouveau cadre. En février 2008, les droits de la Ligue 1 et de la Ligue 2 pour l'émission dominicale sont attribués à Canal+, qui crée pour l'occasion l'émission Canal Football Club, alors que France 2 Foot disparaît à la fin du mois de mai 2008.
Le 25 mars 2008, Thierry Gilardi meurt à l'âge de 49 ans d'une crise cardiaque, alors qu'il est encore animateur de l'émission et qu'il avait présenté sa dernière émission deux jours plus tôt. Sa mort bouleverse le monde du sport et des médias, plusieurs hommages lui sont rendus. Le 30 mars 2008, Christian Jeanpierre (déjà présentateur de l'émission auparavant) remplace Thierry Gilardi à l'occasion d'une émission consacrée à ce dernier. Le 22 mars 2009, près d'un an après la disparition de son ancien présentateur Thierry Gilardi, le studio où est tournée l'émission est renommé studio Thierry-Gilardi. Le footballeur ivoirien Didier Drogba dévoile en direct la plaque commémorative. Depuis fin décembre 2009, TF1 a conclu un nouvel accord avec la FFF concernant l'exclusivité des matches. TF1 possède l'exclusivité des matches de foot en France et bénéficie aux termes d'un engagement avec la Fédération française football de détenir des droits TV auprès des fédérations étrangères. Le dimanche 16 juin 2012, l'émission est consacrée à Thierry Roland, ancien animateur de l'émission qui est mort la veille.
En janvier 2013, le CSA assouplit ses règles et permet à des émissions sportive monodisciplinaire de diffuser au maximum 90 secondes d’images d’une compétition au nom du droit à l’information. Cela permet à l’émission d’avoir un nouveau positionnement éditorial, axé sur la Ligue 1 et d’en diffuser les temps forts. 
Le 5 janvier 2014, une nouvelle émission, intitulée MyTéléfoot est diffusée juste après Téléfoot à 12h sur myTF1.fr. Elle est présentée par Frédéric Calenge.
À partir du 1er janvier 2015, une nouvelle réglementation entre en vigueur, elle ne permet plus à l’émission d’avoir recours au droit à l’information, ni de diffuser des images des matchs ayant eu lieu la veille au soir. Désormais, la durée entre le match et la diffusion d’extraits dans une émission monothématique devant être de 24 heures.
Le 1er décembre 2017, Téléfoot est pour la première fois diffusé sur une autre chaîne que TF1, à savoir TMC, une autre chaîne du groupe TF1, à l’occasion d'une édition spéciale consacrée au tirage au sort de la coupe du monde de football de 2018.
En 2018, Christian Jeanpierre décide d'arrêter la présentation de l'émission et présente sa dernière émission le 10 juin 2018. Le 9 mai 2018, TF1 annonce que Grégoire Margotton, recruté en 2016 pour commenter les matches de l'équipe de France, sera le nouveau présentateur de l'émission. Cela s’accompagne d’un changement de formule, l’émission laisse désormais plus de place aux reportages et aux interviews qu’au discussions entre chroniqueurs en plateau.
Dès la rentrée 2020, l’émission est divisée en deux parties : Téléfoot, l’actu consacrée à l’analyse et au décryptage de l’actualité du football et Téléfoot, le mag composée de trois rubriques consacrées aux clubs et aux footballeurs à travers des reportages. 
En octobre 2021, TF1 signe un accord avec Prime Vidéo, détenteur des droits de la Ligue 1 sur la période 2021-2024, qui permet à l’émission Téléfoot de bénéficier des images de la compétition. À cette occasion, la première partie de l’émission est renommée : Téléfoot Ligue 1.
En août 2024, 16 ans après les avoir perdus, TF1 obtient à nouveau les droits du magazine dominical auprès de la Ligue de football

## Identité visuelle et sonore

### Slogans
- « Le meilleur du football mondial »
- « Le magazine de tous les footballs »

### Logos

Logo de Téléfoot d'avant 2010.
Logo de Téléfoot de 2010 à 2013.
Logo actuel de Mytéléfoot.
Logo de Téléfoot de 2015 à 2018.
Logo des 40 ans de Téléfoot en septembre 2017.
Logo de Téléfoot de septembre 2018 au 25 août 2024
Logo depuis le 25 août 2024

### Génériques
Cette section ne s'appuie pas, ou pas assez, sur des sources secondaires ou tertiaires indépendantes du sujet. Le texte peut contenir des analyses inexactes ou inédites de sources primaires.
Pour l'améliorer, ajoutez-en, ou placez des modèles {{Source secondaire souhaitée}} ou {{Source secondaire nécessaire}} sur les passages mal sourcés. (octobre 2024)
- La musique du titre de la bande originale de Kill Bill : Battle without honor or humanity, fut utilisée comme générique de Téléfoot de 2003 à 2015 puis de nouveau à partir du 25 Août 2024.
- Plusieurs morceaux du groupe The Chemical Brothers sont présents comme fond sonore dans la plupart des reportages de Téléfoot.
- En 1998, la musique du générique était Come With Me de Puff Daddy et Jimmy Page, présente dans la B.O. de Godzilla.

## Présentation
| Période                         | Présentateur          | Autres participants                                                                                        |
| ------------------------------- | --------------------- | --- |
| 1977-1982                       | Pierre Cangioni       | |
| 1982-1983                       | Michel Denisot        | |
| 1983-1984                       | Jean Raynal           | |
| Juillet 1984                    | Didier Roustan        | |
| 1984-1989                       | Thierry Roland        | Frédéric Jaillant, Didier Roustan et Jean-Michel Larqué,                                                   |
| 1989-1998                       | Thierry Roland        | Frédéric Jaillant, Roger Zabel, Jean-Michel Larqué et Marianne Mako                                        |
| 1999-2002                       | Thierry Roland        | Pascal Praud, Vincent Hardy, Christian Jeanpierre, Sophie Thalmann et Jean-Michel Larqué                   |
| 2002-2003                       | Thierry Roland        | Pascal Praud, Vincent Hardy, Christian Jeanpierre et Jean-Michel Larqué                                    |
| 2004                            | Christian Jeanpierre, | Nathalie Renoux puis Estelle Denis et Jean-Luc Arribart                                                    |
| 9 janvier 2005-23 mars 2008     | Thierry Gilardi       | Romain Del Bello                                                                                           |
| 30 mars 2008-juillet 2008       | Christian Jeanpierre  | Romain Del Bello                                                                                           |
| août 2008-juillet 2009          | Christian Jeanpierre  | David Astorga et Frédéric Calenge                                                                          |
| août 2009-juillet 2010          | Christian Jeanpierre  | David Astorga, Frédéric Calenge et Bixente Lizarazu                                                        |
| août 2010-juillet 2011          | Christian Jeanpierre  | David Astorga, Frédéric Calenge, Bixente Lizarazu et Fabien Barthez                                        |
| août 2011-juillet 2014          | Christian Jeanpierre  | Frédéric Calenge et Bixente Lizarazu                                                                       |
| août 2014-juillet 2015          | Christian Jeanpierre  | Frédéric Calenge] Bixente Lizarazu et Frank Lebœuf                                                         |
| 30 août 2015-10 juillet 2016    | Christian Jeanpierre  | Frédéric Calenge, Bixente Lizarazu, Frank Lebœuf et Charlotte Namura                                       |
| 28 août 2016-2 juillet 2017     | Christian Jeanpierre  | Frédéric Calenge] Bixente Lizarazu, Édouard Cissé, Charlotte Namura et Grégoire Margotton                  |
| 27 août 2017-10 juin 2018       | Christian Jeanpierre  | Frédéric Calenge, Bixente Lizarazu, Édouard Cissé, Charlotte Namura, Grégoire Margotton et Thomas Mekhiche |
| 2 septembre 2018-7 juillet 2019 | Grégoire Margotton    | Frédéric Calenge, Bixente Lizarazu, Charlotte Namura et Thomas Mekhiche                                    |
| 1er septembre 2019-15 mars 2020 | Grégoire Margotton    | Frédéric Calenge, Bixente Lizarazu, Nathalie Iannetta et Thomas Mekhiche                                   |
| 23 août 2020-11 juillet 2021    | Grégoire Margotton    | Bixente Lizarazu, Nathalie Iannetta, Thomas Mekhiche et occasionnellement Frank Lebœuf                     |
| 29 août 2021-7 juillet 2024     | Grégoire Margotton    | Bixente Lizarazu, Thomas Mekhiche, Marine Marck et occasionnellement Rio Mavuba                            |
| Depuis le 25 août 2024          | Grégoire Margotton    | Bixente Lizarazu, Thomas Mekhiche, Rio Mavuba et Séverine Parlakou                                         |

Présentateurs remplaçants
- Denis Brogniart (lors de l'Euro 2008, l'Euro 2012, la Coupe du monde 2010, la Coupe du monde de rugby à XV 2011, la Coupe du monde 2014 et la Coupe du monde de rugby à XV 2015)
- Estelle Denis (lors de Coupe du monde 2014)
- Frédéric Calenge (lors de Coupe du monde 2018, la Coupe du monde féminine de football 2019 et le Championnat d'Europe de football 2020)[21]
- Nathalie Iannetta (lors du Tournoi de qualification olympique de handball 2020), le 14 mars 2021
- Thomas Mekhiche (lors de la Coupe du monde de football 2022[22])

## Consultants
Les personnalités suivantes ont été consultants à Téléfoot :
- Fabien Barthez, Champion du monde 1998
- Sophie Thalmann, Miss France 1998
- Guy Roux, ancien entraîneur de l'AJ Auxerre et du RC Lens
- Luis Fernandez, ancien entraîneur du Paris Saint-Germain
- Jean-Luc Arribart
- Arsène Wenger, ancien entraîneur d'Arsenal
- Stéphane Pauwels
- Hervé Mathoux
- Jean-Michel Larqué
- Samuel Eto'o, ancien attaquant du FC Barcelone, de l'Inter Milan et de Chelsea
- Didier Drogba, ancien attaquant de Chelsea
- Bixente Lizarazu, champion du monde 1998
- Olivier Dacourt, ancien joueur de l'Inter Milan
- Frank Lebœuf, champion du monde 1998
- Youri Djorkaeff, champion du monde 1998
- Édouard Cissé, ancien joueur du Paris Saint-Germain et de l'Olympique de Marseille

## Récompenses
- Sept d'or de la meilleure émission sportive en 2000[23].

## Trophée Téléfoot du meilleur espoir français de l'année
Depuis 2016, Téléfoot organise le Trophée Téléfoot du meilleur espoir français de l'année. En 2016, le premier lauréat est Moussa Dembélé puis Kylian Mbappé remporte le trophée l'année suivante.

## Téléfoot dans la culture populaire
Signe de la popularité de l'émission, Renaud chante J'ai raté Télé-Foot sur l'album Le Retour de Gérard Lambert en 1981.
En 1997, dans sa chanson Je zappe et je mate sur les programmes qu'il voit à la télé, le rappeur Passi rappe « Troisième mi-temps, tout le sport, je suis fou de Téléfoot ».
En 2018, la chaîne YouTube Lolywood publie une parodie de la Coupe du monde (La France en Finale) où on peut voir un début de fausse émission Téléfoot.

## Alliance avec Mediapro
Le 2 juin 2020, Mediapro annonce s'allier avec le groupe TF1 pour créer sa chaîne en France. La nouvelle chaîne s'appellera Téléfoot, comme le magazine dominical de TF1 et profitera du duo de commentateurs de la première chaîne, Grégoire Margotton et Bixente Lizarazu, pour une vingtaine de matches de L1 diffusés le dimanche soir.
Le 11 décembre 2020, Mediapro annonce l'arrêt de la chaîne à ses salariés, l'entreprise étant incapable de payer les droits de diffusion de la Ligue 1, la chaîne s’arrêtera le 8 février 2021.

## Jeux de société
- Un jeu de société était édité en 1990 par la maison de jeu Idéal.
- En 2014, un nouveau jeu de société devait voir le jour édité par Dujardin[réf. nécessaire] mais le projet est annulé.
- En octobre 2017, un jeu intitulé « Cuboquiz Téléfoot » sort aux éditions Solar.
- En mai 2018, le « Roll'cube Téléfoot » sort aux éditions Solar.

### Téléfoot: 30 ans de passion foot
1. 1 2  Le Chevallier et Laurens 2007, p. 6